# Terpna funebrosa
Terpna funebrosa är en fjärilsart som beskrevs av W. Warren 1896. Terpna funebrosa ingår i släktet Terpna och familjen mätare. Inga underarter finns listade i Catalogue of Life.